# Sucesor espiritual
Un sucesor espiritual, a veces llamado secuela espiritual, es un sucesor de una obra de ficción que no implica directamente construir sobre la historia establecida por un trabajo previo como hacen la mayoría de las precuelas o secuelas tradicionales, pero contiene muchos de los mismos elementos, temas y estilos; y que transmite una experiencia similar a la obra en la que se inspiró, cuya propiedad intelectual ha sido descontinuada o dirigida en una dirección muy dispar a la de la idea o propósitos originales.

## Razones para crear un sucesor espiritual
Los equipos creativos, debido a la naturaleza actual del sistema de editoriales/desarrolladores inherente a casi todos los juegos de ordenador, así como la continua compra y adquisiciones (que vende todo el desarrollo incluidos sus derechos de autor y marcas registradas) por conglomerados de empresas, a menudo no logran mantener los derechos de copyrights y marcas registradas. Esto a menudo hace que los intentos de crear secuelas de un producto sea imposible por diversas razones, tales como el "núcleo" del estudio siendo despedido o reemplazado después de completar un proyecto, mientras que la empresa matriz retiene el control de los derechos de autor y las marcas. Un buen ejemplo de esta estrategia es Electronic Arts, que ha cerrado muchos estudios manteniendo sus derechos de autor y marcas, tales como Bullfrog Productions, Origin Systems y Westwood Studios.
Un ejemplo empleado en los videojuegos es el título que desechó Capcom y lo retomó Rockstar Games, "Red Dead Redemption", ya que es un sucesor espiritual del juego "Red Dead Revolver". Los protagonistas de las dos entregas, se encuentran en tiempos históricos diferentes, pero la integración de la temática del viejo oeste, la dinámica del juego, la relación con los escenarios, son elementos que los desarrolladores incluyeron en estos títulos, que próximamente se verá la nombrada secuela del segundo título, la cual no han mostrado indicios de que será secuela o un digno sucesor espiritual.
Para evitar esto, los equipos creativos harán un producto que se asemeja de alguna forma al juego original, sin copiar o mencionar directamente al original, en particular, omitiendo el título, la historia, y los nombres de los personajes. Por ejemplo, los videojuegos TimeSplitters y, más frecuentemente, Perfect Dark son a menudo considerados como los sucesores espirituales del exitoso videojuego GoldenEye 007.
Otras veces, un sucesor espiritual se crea cuando los productos originales eran pobres vendedores comerciales y/u olvidados por la gente que compra el producto. Abandonando el nombre del contenido original (y, tal vez, su carga como producto olvidado), la secuela espiritual puede ser apreciada por ojos frescos. Un ejemplo de esto podría ser BioShock, que ha sido mencionado por sus desarrolladores como el sucesor espiritual de System Shock 2. A pesar de los elogios de la crítica, System Shock y System Shock 2 no lograron el éxito comercial esperado.